# 達克 (北卡羅萊納州)
達克（英語：Duck）是一個位於美國北卡羅萊納州戴爾縣的城鎮。

## 人口
根據2020年美國人口普查的數據，達克的面積為9.64平方千米，當中陸地面積為6.26平方千米，而水域面積為3.38平方千米。當地共有人口742人，而人口密度為每平方千米77人。